# Park Yong-woo
Park Yong-woo (10 de setembro de 1993) é um futebolista profissional sul-coreano que atua como meia, atualmente defende o Al Ain.

## Carreira
Park Yong-woo fez parte do elenco da Seleção Sul-Coreana de Futebol nas Olimpíadas de 2016.

## Títulos
FC Seoul
- K League: 2016
- Copa da Coreia do Sul: 2015

Ulsan Hyundai
- K League: 2022 e 2023
- Copa da Coreia do Sul: 2017

Gimcheon Sangmu
- K League 2: 2021

Al Ain
- Liga dos Campeões da AFC: 2023–24